# Aéroplane (danse)
Pour les articles homonymes, voir Aéroplane (homonymie).
L'Aéroplane est une danse traditionnelle originaire de Bretagne, formée par des couples de danseurs. Elle est apparue dans le Nord-Est de la Bretagne au début du XXe siècle. Son nom provient de la position des bras des danseurs qui semblent former les ailes d'un aéroplane. 